# Sar'janka
Sar'janka (vitryska: Сар’янка) är ett vattendrag i Belarus. Det ligger i den norra delen av landet, 210 km norr om huvudstaden Minsk.
Omgivningarna runt Sar'janka är en mosaik av jordbruksmark och naturlig växtlighet. Runt Sar'janka är det glesbefolkat, med 14 invånare per kvadratkilometer.